# Bidon
Bidon è un comune francese di 178 abitanti situato nel dipartimento dell'Ardèche della regione dell'Alvernia-Rodano-Alpi.
La grotta di Saint-Marcel si trova sul suo territorio.

## Società

### Evoluzione demografica
Abitanti censiti